# The Night Riders (film 1920)
The Night Riders è un film muto del 1920 diretto da Alexander Butler.

## Trama
Nell'Alberta, in Canada, un emigrante che proviene dalla Cornovaglia, smaschera un ladro che si finge il padre "cieco" di una ragazza.

## Produzione
Il film fu prodotto dalla G.B. Samuelson Productions.

## Distribuzione
Distribuito dalla General Film Distributors (GFD), il film uscì nelle sale cinematografiche britanniche nel luglio 1920. Venne distribuito negli Stati Uniti il 1 luglio 1922 .